# Ballertasche
Ballertasche este o arie protejată (sit de importanță comunitară — SCI) din Germania întinsă pe o suprafață de 44 ha, integral pe uscat.

## Localizare
Centrul sitului Ballertasche este situat la coordonatele 51°27′24″N 9°38′14″E / 51.4567°N 9.6372°E.

## Înființare
Situl Ballertasche a fost declarat sit de importanță comunitară în iunie 2000 pentru a proteja 2 specii de animale.

## Biodiversitate
Situată în ecoregiunea continentală, aria protejată nu include niciun habitat protejat.
La baza desemnării sitului se află mai multe specii protejate de  amfibieni (2): izvoraș-cu-burta-galbenă (Bombina variegata), triton cu creastă (Triturus cristatus).
Pe lângă speciile protejate, pe teritoriul sitului au mai fost identificate 1 specie de plante, 2 specii de amfibieni, 1 specie de reptile.